# 护龙镇
护龙镇，是中华人民共和国四川省资阳市安岳县下辖的一个乡镇级行政单位。

## 行政区划
护龙镇下辖以下地区：
长林社区、金盆村、木厂村、遂安村、高棚村、玉泉村、河堰村、夹石村、四新村、湾桥村、聪明村、鲤云村、天山村、羊角村、新桥村、川七村、天堂村和高红村。